# ولی انصاری
ولی انصاری (۱۲۸۷ تهران - ۱۳۷۵) سرلشکر نیروی زمینی شاهنشاهی ایران و بین سال‌های ۱۳۳۴ تا ۱۳۳۹ به ترتیب در کابینه‌های جعفر شریف امامی، منوچهر اقبال و حسین علا وزیر راه بود.

## پیشینه
پدرش محمود خان و پدربزرگش امیرتومان محبعلی خان از افسران عالیرتبه قزاقخانه بودند. پدرش در قشون عثمانی خدمت می‌کرد که در جریان جنگ جهانی اول اخراج شد و برای تحصیل علوم دینی به نجف و کربلا رفت.
یازده ساله بود که پدرش به ایران بازگشت و در در قزاقخانه با درجه سرتیپی استخدام شد. محمودخان به درجه امیرلشکری رسید و از احمد شاه قاجار لقب امیراقتدار گرفت، در کابینه سردار سپه به وزارت رسید اما مغضوب سردار سپه شد و از مناصب لشکری و کشوری کناره گرفت.

## راه آهن تهران
ولی انصاری در دانشکده افسری درس خواند و سپس برای تحصیل در رشته راه‌سازی و ساختمان به دانشکده افسری فرانسه فرستاده شد. پس از بازگشت به ایران وارد خدمت در ارتش شد. هنگام تأسیس راه‌آهن به آن مؤسسه منتقل شد و مدتی ریاست راه‌آهن جنوب با او بود. سپس به ریاست راه‌آهن تهران رسید.
انصاری در سال ۱۳۲۲ به اتهام طرفداری از آلمان‌ها بازداشت شد و نزدیک به یک سال در زندان متفقین در اراک به سر برد. پس از آزادی، رئیس دفتر ستاد ارتش و از دوستان و نزدیکان رزم آرا، رئیس وقت ستاد ارتش شد. در سال ۱۳۲۹ به درجه سرتیپی ارتقاء یافت. در همان سال رزم آرا نخست‌وزیر شد و انصاری را در رأس راه‌آهن دولتی گذاشت. 

## وزیر راه
در سال ۱۳۳۴ با احراز درجه سرلشکری در دولت حسین علاء وزیر راه شد. در دولت‌های بعدی نیز که به ریاست دکتر اقبال و شریف‌امامی روی کار آمدند، همین سمت را حفظ کرد تا اینکه در اوخر دولت شریف‌امامی جای خود را به مهندس بهنیا داد و از دولت خارج شد.
برادرش سرتیپ صفرعلی انصاری رئیس انبار تسلیحات پارچین و برادر دیگرش مهندس اسماعیل انصاری نماینده مجلس شورای ملی شدند، سرهنگ نصرت‌الله و مهندس جمشید انصاری دیگر برادران او بودند.